# Лізіо
Лізіо (італ. Lisio, п'єм. Lisi) — муніципалітет в Італії, у регіоні П'ємонт,  провінція Кунео.
Лізіо розташоване на відстані близько 460 км на північний захід від Рима, 90 км на південь від Турина, 36 км на схід від Кунео.
Населення — 209 осіб (2014).
Щорічний фестиваль відбувається 15 серпня. Покровитель — Maria Vergine Assunta.

## Демографія
Населення за роками:

Станом на 1 січня 2023 року в муніципалітеті офіційно проживало 11 іноземців з 8 країн, серед них 6 громадян країн Євросоюзу та 2 громадяни України.

## Сусідні муніципалітети
- Баньяско
- Баттіфолло
- Монастероло-Казотто
- Сканьелло
- Віола